# سنتر، شهرستان جی، ایندیانا
سنتر (به انگلیسی: Center) یک منطقهٔ مسکونی در ایالات متحده آمریکا است که در شهرستان جی، ایندیانا واقع شده‌است. سنتر ۲۷۰٫۹۷ متر بالاتر از سطح دریا واقع شده‌است.